# Зельницький Павло Федорович
Зельницький Павло Федорович (*23 січня 1891 — † н/д) — український  військовий, командир полку Дієвої армії УНР.

## Життєпис
Походив із спадкових почесних громадян Херсонської губернії. Служив в Російській імператорській армії в 5-му Фінляндському стрілецькому полку. 
З листопада 1917 року — старшина полку ім. С. Наливайка військ Центральної Ради. З 17 березня 1918 р. — командир 4-го куреня 2-го Запорізького полку Армії УНР, згодом — Армії Української Держави. З грудня 1918 р. — командир Запорізького ім. С. Наливайка полку Дієвої армії УНР.
Учасник Першого зимового походу — командир 3-го (Мазепинці та Наливайківці) збірного куреня збірної бригади Запорізької дивізії. 23 березня 1920 року у бою під с. Піщаним (Уманський повіт Київської губернії) був важко поранений у ногу. Залишився у Піщаному для лікування. Подальша доля невідома.